# Armored Car
Armored Car è un videogioco arcade del 1982 sviluppato e pubblicato da Stern Electronics. Il giocatore guida un'auto blindata mentre il labirinto scorre da destra a sinistra, raccogliendo denaro ed evitando i criminali.

## Modalità di gioco
Armored Car è un gioco di labirinti in cui il giocatore deve guidare l'auto blindata titolare attraverso una città da una visuale dall'alto verso il basso che scorre da destra a sinistra. Alcune intersezioni sono contrassegnate con indicazioni che devono essere seguite. Il giocatore può raccogliere denaro da consegnare alle banche evitando i criminali lasciando cadere cavalletti sulla strada. I punti vengono assegnati in base al numero di isolati cittadini percorsi, raccogliendo denaro e facendo saltare in aria i rapinatori. I livelli di carburante devono essere ripristinati nelle stazioni di servizio in tutta la città. Il giocatore può accelerare premendo un pulsante per cambiare marcia all'auto. Altri veicoli compaiono man mano che egli avanza nella sessione. Il rullo compressore cambia le frecce direzionali in cavalletti. Lo spazzino spazzerà via cavalletti e frecce direzionali. Il camion T.N.T. si muove in linea retta da destra a sinistra, a meno che non veda l'auto blindata, dove inseguirà il giocatore in linea retta. Se il camion si schianta contro un muro, il giocatore guadagna 1000 punti bonus.

## Accoglienza
Bill Kunkel di Electronic Games ha descritto Armored Car come "un concetto di gioco abbastanza unico e molto interessante" che utilizza "audio e grafica interessanti per creare un gioco che anche i giovani giocatori di arcade dovrebbero apprezzare", oltre a dire che si trattava di un concorso "delizioso" e "divertente".